# Superbird C
O Superbird C (também conhecido por Superbird 3), é um satélite de comunicação geoestacionário japonês construído pela empresa Hughes, ele está localizado na posição orbital de 93 graus de longitude leste e foi operado inicialmente pela Space Communications Corporation (SCC) e atualmente pela SKY Perfect JSAT Corporation. O satélite foi baseado na plataforma HS-601 e sua vida útil estimada era de 13 anos.

## História
A Hughes Space and Communications Company construiu um satélite de alta potência baseado no modelo Hughes HS-601 para a Space Communications Corporation (SCC) do Japão. Juntando-se a uma constelação com dois satélites preexistente, Superbird C fornece sinais de televisão e serviços de comunicações de negócios em todo o Japão, sul e leste da Ásia, e no Havaí, usando frequências de banda Ku.
O satélite foi construído no Complexo de Integração e Testes em El Segundo, Califórnia, a Hughes foi responsável pela concepção global, fabricação e integração do satélite, que conta com transporta 24 transponders ativos alimentados por 90 watts, com tubos de ondas progressivas linearizados. O satélite também tem um par de painéis solares com quatro painéis que geram 4500 Watts de energia elétrica. Durante o eclipse (quando o satélite se encontra na sombra da Terra), a energia elétrica é fornecida por uma bateria de níquel-hidrogênio com 29 células, com a capacidade de 200 Amp horas.

## Lançamento
O satélite foi lançado com sucesso ao espaço no dia 28 de julho de 1997, por meio de um veículo Atlas-2AS, laçando a partir da Estação da Força Aérea de Cabo Canaveral, na Flórida, EUA. Ele tinha uma massa de lançamento de 3.130 kg.

## Capacidade e cobertura
O Superbird C é equipado com 24 transponders em banda Ku para fazer cobertura da Ásia e região da Ásia-Pacífico.